# چندپردازشگر
یک چندپردازشگر یا مولتی‌پروسسور، رایانه‌ای با سیستم شدیداً توأم و دو یا چند واحد پردازش است که یک حافظه و لوازم جانبی را به اشتراک می‌گذراند تا به‌طور هم‌زمان برنامه‌ها را پردازش کنند.
گاهی، لفظ چندپردازشگر با چندپردازشی اشتباه گرفته می‌شود، در صورتی که چندپردازشی نوعی پردازش است که در آن دو یا چند پردازشگر با یکدیگر کار می‌کنند تا به‌طور هم‌زمان بیش از یک برنامه را اجرا کنند. لفظ چندپردازشگر متعلق به سخت‌افزاری می‌شود که امکان چندپردازشی را فراهم می‌نماید.